# ألبرت هوسون
ألبرت هوسون (بالفرنسية: Albert Husson)‏ (و. 1912 – 1978 م) هو كاتب مسرحي، وكاتب سيناريو فرنسي، ولد في ليون، توفي عن عمر يناهز 66 عاماً.

## وصلات خارجية
- ألبرت هوسون على موقع IMDb (الإنجليزية)
- ألبرت هوسون على موقع ألو سيني (الفرنسية)
- ألبرت هوسون على موقع أول موفي (الإنجليزية)
- ألبرت هوسون على موقع قاعدة بيانات برودواي على الإنترنت (الإنجليزية)
- ألبرت هوسون على موقع قاعدة بيانات الأفلام السويدية (السويدية)
- ألبرت هوسون على موقع قاعدة بيانات الفيلم (الإنجليزية)
- ألبرت هوسون على موقع كينوبويسك (الروسية)